# Matteo Bartoli
Matteo Giulio Bartoli (ur. 22 listopada 1873 w Albonie, czyli dzisiejszym Labinie na obszarze Istrii w Chorwacji, zm. 23 stycznia 1946 w Turynie we Włoszech) – językoznawca włoski, dialektolog włoski, romanista, specjalista z zakresu języka dalmatyńskiego, autor licznych prac naukowych, twórca praw językowych.

## Ważniejsze dokonania
W swoich pracach Bartoli sformułował ważne tezy i prawa językowe, wśród których godne odnotowania są:
- „Archaizmy peryferyczne” (teza sformułowana w 1925).
- Prawo Bartoliego - prawo akcentuacyjne, sformułowane w 1930, odnoszące się do języka greckiego.

## Publikacje
- Das Dalmatische (1906) - podstawowe 2-tomowe opracowanie języka dalmatyńskiego, wymarłego w XIX wieku.
- Introduzione alla neolinguistica (1925) - główne dzieło Bartoliego w zakresie językoznawstwa ogólnego.
- Ancora una deviazione del greco all'ossitonia ario-europea, "Rivista di Filologia ed istruzione Classica" 58, 1930, s. 24-29. - prawo akcentuacyjne Bartoliego.
- Saggi di linguistica spaziale (1945).
- Alle porte orientali d'Italia. Dialetti e lingue nella Venezia Giulia (1945).